# Mogege
Mogege es una freguesia portuguesa del concelho de Vila Nova de Famalicão, con 2,98 km² de superficie y 1.938 habitantes (2001). Su densidad de población es de 650,3 hab/km².